# Södra Österbotten
Södra Österbotten (finska Etelä-Pohjanmaa) är ett landskap i före detta Västra Finlands län i Finland. Huvudorten i Södra Österbotten är staden Seinäjoki. Södra Österbotten har 189 700 invånare (2018). Historiskt sett är landskapet en del av Österbotten.

## Kommuner

Karta över kommunerna i Södra Österbotten som det såg ut innan kommunen Storkyro överfördes till landskapet 2021.

Det finns 18 kommuner i Södra Österbotten varav åtta städer (2021). Städerna är markerade med fet stil.
| - Alajärvi - Alavo - Bötom - Etseri - Evijärvi - Ilmola | - Kauhajoki - Kauhava - Kuortane - Kurikka - Lappajärvi - Lappo | - Seinäjoki - Soini - Storkyro - Storå - Vindala - Östermark |

Storkyro överfördes till Södra Österbotten från grannlandskapet Österbotten den 1 januari 2021.

## Välfärdsområde
Hela landskapet tillhör Södra Österbottens välfärdsområde som ansvarar för social- och hälsovård samt räddningstjänst.